# 에밀 드콩브
에밀 드콩브(프랑스어: Émile Decombes, 1829년 8월 8일 ~ 1913년 9월 19일)는 프랑스의 작곡가자 피아니스트며 저명한 피아노 교수로 활동했다.

## 생애
1829년 8월 8일 프랑스 남부 지역 님에서 태어나 피아니스트이자 작곡가 겸 음악 교육자로서, 프레데리크 쇼팽의 마지막 제자 중 한 사람으로 파리에서 공부한 후 1875년부터 1899년까지 파리국립고등음악무용원 준비반 교편을 잡아 알프레드 코르토, 에두아르 리슬레, 레말도 앙, 가브리엘 조두앵, 조제프 모르팽, 모리스 라벨, 에리크 사티 등 당대와 후대의 거장들을 배출했으며, 동시에 1875년부터 오귀스트 오켈리 출판사와 협력해 피아노 학교: 유명한 작곡가들의 협주곡 선집: 초급 솔로곡들라고 명명된 고전 피아노 협주곡 편곡 시리즈를 편집했고 발행했으며 1888년까지 50권을 출판했으며, 이후 출판사가 노엘과 마카르로 바꿨으며, 리옹 출신 작곡가 아쉴 드콩브의 동생으로 혈육 관계였고, 1901년 레지옹 도뇌르 훈장을 받았으며, 마지막으로 1913년 9월 19일 파리 자택에서 향년 84세로 세상을 떠나 몽마르트르 묘지에 묻혔다.

## 같이 보기
- 낭만주의
- 모리스 라벨
- 에리크 사티
- 낭만주의 음악
- 프레데리크 쇼팽
- 레지옹 도뇌르 훈장